# Permanence Tour
Permanence Tour fue la segunda gira de concierto brindado por la banda No Devotion para promocionar su primer álbum Permanence. La gira comenzara el 23 de septiembre de 2015 antes de su estreno del nuevo álbum. El baterista Phillip Jenkins de Kids In Glass Houses se ha unido de la gira después que el exbaterista Luke Johnson abandonaba la banda a principios de 2015.

## Antecedentes
El espectáculo será encabezado por shoegazers pesados Nada, y antes de ellos es la banda de Geoff Rickly No Devotion, los post-punks Wax Idols, más shoegaze de Creepoid, y músico ambiente (y el artista no cobra la factura) Foxes In Fiction. El show comienza a las 7 p. m.. Los boletos salen a la venta el viernes (09/11) al mediodía y una cantidad limitada de insignias CMJ se aceptarán.
No Devotion tiene otras fechas de sus conciertos, incluyendo una tienda en-en Vintage Vinyl en NJ.
El 25 de septiembre, Geoff Rickly fue trasladado de urgencia a un hospital de Hamburgo, Alemania, después de haber sido robado y envenenado fuera del Rock Cafe St. Pauli, el lugar de la banda estaban tocabdi el viernes como parte de la alineación Festival Reeperbahn.

## Setlist
1. "Night Drive"
2. "Eyeshadow"
3. "Addition"
4. "I Wanna Be Your God"
5. "10,000 Summers"
6. "Only Thing"
7. "Death Rattle"
8. "Stay"
9. "Grand Central"

Canciones que tocan por primera vez
1. "Permanent Sunlight"
2. "Break"

## Actos de apertura
- Nothing
- Creepoid (12, 13 y 15 de octubre)
- Wax Idols (12-14 de octubre)
- Foxes in Fiction (14 de octubre)

## Fechas de la gira
| Fecha                    | Ciudad                    | País           | Lugar                   |
| ------------------------ | ------------------------- | -------------- | ----------------------- |
| Alemania                 |                           |                |                         |
| 23 de septiembre de 2015 | Cologne                   | Alemania       | MTC                     |
| 24 de septiembre de 2015 | Berlín                    | Alemania       | Badehaus Szimpla        |
| 25 de septiembre de 2015 | Hamburgo                  | Alemania       | St. Michael's Church    |
| Francia                  |                           |                |                         |
| 27 de septiembre de 2015 | París                     | Francia        | Backstage by the Mile   |
| Inglaterra               |                           |                |                         |
| 28 de septiembre de 2015 | Cambridge                 | Inglaterra     | Portland Arms           |
| Reino Unido              |                           |                |                         |
| 30 de septiembre de 2015 | Cardiff                   | Reino Unido    | The Globe               |
| 1 de octubre de 2015     | Leeds                     | Reino Unido    | The Key Club            |
| 2 de octubre de 2015     | Londres                   | Reino Unido    | Cargo                   |
| 3 de octubre de 2015     | Kingston                  | Reino Unido    | The Fighting Clocks     |
| Estados Unidos           |                           |                |                         |
| 13 de octubre de 2015    | Philadelphia, Pensilvania | Estados Unidos | Foundry at the Fillmore |
| 14 de octubre de 2015    | Nueva York                | Estados Unidos | Baby's All Right        |
| 15 de octubre de 2015    | Washington D. C.          | Estados Unidos | The W Hotel Rooftop     |
| 17 de octubre de 2015    | Fords, Nueva Jersey       | Estados Unidos | Vintage Vinyl           |
| 18 de octubre de 2015    | Hoboken, Nueva York       | Estados Unidos | Maxwells                |

## Personal
- Geoff Rickly - voces
- Lee Gaze - guitarra principal, coros
- Mike Lewis - guitarra rítmica, coros, bajo, coros
- Stuart Richardson - bajo, coros
- Jamie Oliver - teclados, sintetizador, coros
- Phillip Jenkins - batería, percusión